# 稗粒腫
稗粒腫（ひりゅうしゅ、はいりゅうしゅ、milium）は、エクリン腺が詰まったもの。これはケラチンが詰まった嚢胞で、表皮や口蓋に生じる。:780  稗粒腫は新生児に一般的だが、全年齢で生じうる。:680
子供ではしばしば2-4週間でなくなる。成人では皮膚科医がこれについて専門知識を持っており除去できる。除去のための一般的な方法は、11番の外科用メスで切り目を入れ、にきび抽出器で嚢胞を押し出す。 またフラクショナルレーザーが使われる。

## ギャラリー

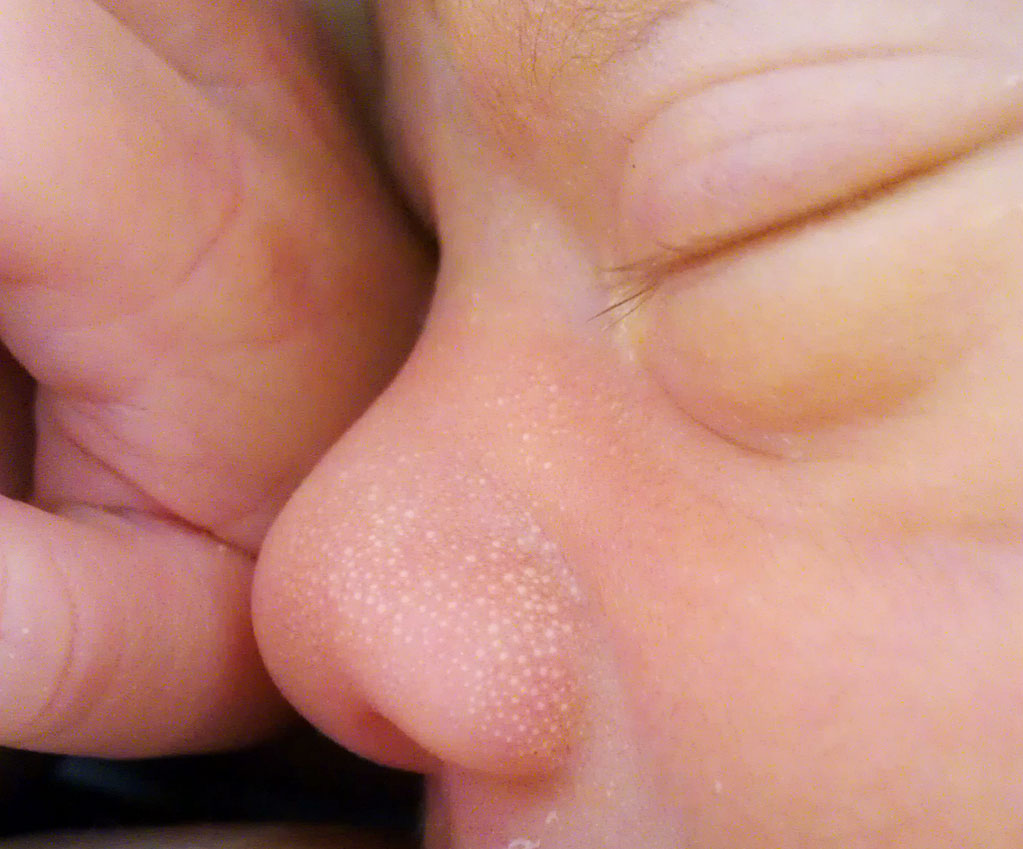
生後1週間の子供の鼻に。